# Long Island, Nunavut (Frobisher Bay)
Long Island är en ö i Kanada.   Den ligger i territoriet Nunavut, i den östra delen av landet, 2 100 km norr om huvudstaden Ottawa. Arean är 0,21 kvadratkilometer.
Terrängen på Long Island är mycket platt. Öns högsta punkt är 23 meter över havet. Den sträcker sig 0,7 kilometer i nord-sydlig riktning, och 0,5 kilometer i öst-västlig riktning.